# Ismael González Arias
Ismael María González Arias, španski pisatelj, glasbenik, glasbeni producent, glasbeni kritik in novinar, sodobni avtor asturijščine. * 15. november 1958, Oviedo.
González je predstavnik drugega vala asturijskega literarnega in jezikovnega preporoda Surdimientu (1988–2006) predvsem na ravni proze.

## Življenje in delo
Končal je na pedagoški fakulteti, vendar nikoli ni deloval kot učitelj. Prvič je bil prodajalec časopisov, natakar, delavec na gradnjah in pomočnik v rudnikih. Pozneje je končal na študijski smeri poslovodstva umetniških in kulturnih ustanov ter je diplomiral na magistrski stopnji trženjske in multimedijske komunikacije na smeri kulturnega in območnega trženja. Bil je predsednik Strokovnega društva kulturno-strokovnih poslovodnikov Asturije (asturijsko Asociación Profesional de Xestores Téunicos de Cultura d'Asturies) in ravnatelj kulturnega središča Teodoro Cuesta v Mieresu.
Napisal je priročnik Fálame, fála-y za kominiciranje v asturijščini, ki so ga uporabili več let pri pouku asturijskega jezika za odrasle.
González je avtor asturijskega zgodovinskega romana El cuartu negociu (1993), ki se ukvarja z vojno v Bosni in Hercegovini. Lik tega romana se spet pojavi v romanu El tiempu de Manolo (2005), ki se dogaja v 70. 20. stoletja, ki predstavi umiranje Francove diktature in spremembe v podeželju.
Roman En busca de Xovellanos (2006) se dogaja v začetku 19. stoletja, ko je deloval velik asturijski razsvetljenec in akademik Gaspar Melchor de Jovellanos ter je bila Španija pod Napoleonovo zasedbo. Liki, ki so Španci in tujci, med potovanjem v Španiji prevrednotijo pojem o španskem narodu.
Satirični roman La boda del añu se ukvarja s politiko in sindikati v Asturiji na koncu 20. stoletja, ki ga imajo za najboljšo humorno predstavo tega obdobja.